# Пакрацький санджак
Пакрацький санджак (тур. Pakrac Sancağı), також відомий як Церницький санджак та Чазмський санджак — санджак Османської імперії, що існував на території сучасної Хорватії. Санджак був створений після того, як османи захопили Славонію в середині XVI століття. Мав центр у місті Чазма (1552-1559), Пакраць (1559-1601), Церник (1601-1691). Існував у 1552–1699 роках.

## Передумови
Османи захопили Пакраць у 1543 році. Його територія не була відразу встановлена як окремий санджак. До 1544 року санджак вперше належав кадилику Кобашу з Боснійського санджаку до 1544 року. В 1544 році османи заснували у Велиці кадилик, якому ця територія була передана. Лише у другій половині 16 століття вони створили кадилик у Пакраці.

## Історія
Пакрацький санджак був створений в 1552 або 1557 році. Першою його столицею була Чазма. У 1559 році Чазма була зруйнована, а місце перебування столиці цього санджака було перенесено до Пакраця. Самий ранній документ, в якому цей санджак згадується як Пакрацький санджак, датується 1565 роком. Першим санджакбеєм цього санджаку був Ферхад-бей Десісалич-Вукович з Герцеговини. Пакрацький санджак належав спочатку еялету Румелія, а з 1580 року Боснійському еялету. Спочатку її західним кордоном була річка Чесма. У 1591 році кордон перемістився і стабілізувався на схід. До кордону з Хорватією та Славонією османи населяли численні християнські волохи, які або вже там проживали, або яких привезли з турецьких (сербських) територій, щоб жити між прикордонними гарнізонами. Через значну кількість волохів частини Пакрацького та Пожезького санджаків називали Малою Валахією. Османи оселили Пакраць та його околиці волохами з Боснії в середині 16 століття, тоді як в Пакраці в основному жили хорватські та боснійські мусульмани. Багато мусульманських поселенців були етнічними турками, але серед них були і ісламізовані південні слов'яни та албанці.
У дефтері 1563 року згадується, що керманичем краю навколо річки Сави був Гусейн син Малкоч-бея.  У 1586 році сили під командуванням Алі-бея, санджакбея Пакрацького санджака і брата Ферхад-паші Соколовича зазнали поразки під Іванич-Градом. У 1593 році османські війська із санджаку в Пакраці під командуванням санджакбея Джафер-бея брали участь у битві під Сисаком. 
В 1601 році центр Пакрацького санджаку був перенесений до Церника. Пакрацький санджак існував до захоплення Австрією в 1691 році (номінально до 1699 року). Нарешті австрійські надбання були оформлені Карловицьким договором і існування санджаку було припинено в 1699 році.